# James Dashner
James Smith Dashner, född 26 november 1972 i Austell i Georgia, är en amerikansk författare som är känd för sin science fiction-bokserie The Maze Runner. En filmatisering hade biopremiär under september 2014.

## Böcker
- I dödens labyrint (The Maze Runner) (översättning Ylva Spångberg, Semic, 2014)
- I vansinnets öken (The Scorch Trials) (översättning Ylva Spångberg, Semic, 2014)
- I dödens stad (The Death Cure) (översättning Ylva Spångberg, Semic, 2015)
- I solstormens spår (The Kill Order) (översättning Ylva Spångberg, Semic, 2015)
- Dödlig kod (The Fever Code) (översättning Ylva Spångberg, Semic, 2016)
- The Eye of Minds
- The Rule of Thoughts
- VIRTnet